# Мушати

Герб Штефана III, що став гербом Мушатів

Муша́ти — молдавський боярський і князівський рід. Правляча династія Молдавського князівства у XIV — XVII ст. Походять від Мушати (Маргарити), доньки молдавського воєводи Богдана І. Найвідоміший представник — Штефан III, національний герой Молдови і Румунії. Назва роду матронімічна, оскільки ім'я чоловіка Мушати, від якого походить рід, достеменно невідоме (можливо, Кость). Тривалий час не мали родового герба: з XIV ст. використовували особисті герби поряд із земельним гербом Молдавії із турячою головою. Після Штефана III (1504) представники династії стали вживати його особистий композитний герб як родову емблему. Вигас 1668 року. Точніша назва за матронімічним суфіксом — Муша́тичі, або Муша́тини (рум. Mușatinii). Також — Муша́товичі (пол. Muszatowicze).

## Генеалогічне дерево

### Після Романа І
- Роман I (?—1394), воєвода Молдавський (1392—1394) m. (?) Анастасія N (? — до 16.9.1408)
  - Александру I (? — 1432), воєвода Молдавський (1400—1432). дружини  1m (1394—1400): Маргарита Банфі Лендавська (Margit Banffy de Alsolindva; ?—?), донька трансільванського магната Іштвана Банфі Лендавського (Банфі, Банфі Лендавські). 2m (бл. 1405): Анна Юріївна (?—20.5.1420), донька подільського князя Юрія Коріятовича (Гедиміновичі, Коріятовичі). 3m (бл. 1419): Рингайла Кейстутівна (?—після 23.12.1430), донька троцького князя Кейстута (Гедиміновичі, Кейстутовичі) 4m (?): Марина N
    - Роман (? — бл. 1432)
    - Александру (? — бл. 1432)
    - Ілля I (20.7.1409—23.4.1448) воєвода Молдавський (1432—1433) m. (23.10.1425) Марія (?—?), донька київського князя Андрія Гольшанського (Гольшанські)
      - Роман II (?—2.7.1448), воєвода Молдавський (1447—1448), отруєний.
      - Александру II (бл. 1429—25.5.1455), воєвода Молдавський (1442—1454)
      - Анастасія (?—?) m. Юрій Несвізький, князь

    - Василиса (? — після 1447) m. Влад II Дракул, воєвода Валаський.
    - Штефан II (?—13.7.1447), воєвода Молдавський (1433—1447) m. Марія N
    - Петру III Арон (?—1469), воєвода Молдавський (1451—1452, 1454—1455, 1455—1457)
      - Ілля (? — 1501), обезголовлений.
        - Александру III (? — після 9.2.1541), воєвода Молдавії (1540—1541)
          - Петру (?—?), вигнаний до Малої Азії
          - донька NN (?—?), відправлена до султанського гарему.

      - Александру (?—1485—?)

    - Петру II (?—1449), воєвода Молдавський (1448—1449), m. N, сестра Яноша Хуняді.
    - Княжна (?— після 7.5.1479)

  - Богдан (? — 1407) m. Олтея, з Валахії. 
    - Богдан II (?—15.10.1451), воєвода Молдавський (1449—1451), убитий. m. Марія N
      - Штефан III (1433—2.7.1504), воєвода Молдавський (1457—1504)  1m: Маруся N (?—1457); 2m (4.6.1464): Євдокія Олельківна (?—1467), донька київського князя Олелька. 3m (14.9.1472): Марія Мангупська (?—19.12.1477), донька мангупського князя Олебея і Марії Палеолог. 4m (1478): Марія Бассараб (?—1511)
        - Александру (?—26.7.1496) m. (1489) Маргарита N 
          - Штефан IV (?—1540), воєвода Молдавський (1538—1540), убитий. m.(до 1536) Кіяжна N
            - Александру (?—?)
            - Штефан (?—?)

        - Петру (?—21.11.1480)
        - Богдан (3.9.1473—24.7.1479)
        - Ілля (3.9.1473—?) помер молодим
        - Богдан III (9.3.1479—20.4.1517), воєвода Молдавський (1504—1517) 1m (1510): Настасія N (?—12.10.1512) 2m (21.7.1513): Руксандра Бассараба (?—?) коханки, від яких мав позашлюбних дітей.
          - Александру IV (?—5.5.1568), воєвода Молдавський (1552—1561, 1564—1568) m.(1552) Руксандра (+12.11.1570), кузина, донька Петру IV від Єлени Бранкович; мав багатьох позашлюбних дітей.
            - Богдан IV (?—?), воєвода Молдавський (1568—1572); m. N, польська шляхтянка.
              - Александру V (?—?), воєвода Молдавський (VI.1593), проголошений, але IX.1593 переведений до Валахії
                - Петру (?—8.6.1619)

          - Ілляш (?—?)
            - Александру IV та VII (?—1666)
              - Александру IX (?—1668)
              - Раду XI Ілляш (?—1632)

          - Петру V (?—24.10.1592), воєвода Молдавський (1592)
          - Арон (?—VI.1597), воєвода Молдавський (1591-95), m. Станка Кантакузіно (?—23.10.1619)
            - Марку (?— після 23.10.1619)

          - Петру (?—20.9.1527)
          - Штефан IV (?—14.1.1527), воєвода Молдавський (1517—1527) m. Станка Бассараба (?—1530)
            - Іоан-Богдан (?— після 1596)
            - Іоан III (?—14.6.1574), воєвода Молдавський (1572-74) 1m: Марія Ростовська (?—?), князівна; 2m (III.1572): Маріка Хуру

        - Петру IV (1487—3.9.1546), князь Трансильванський, воєвода Молдавський (I.1527—18.9.1538, 19.2.1541-X.1546) 1m: Марія N (?—?); 2m (IV.1530): Гелена-Катаріна Бранкович (?—1552)
          - Ілля II (бл. 1531—I.1562), воєвода Молдавський (1546—1551)
          - Штефан V (?—1.9.1552), воєвода Молдавський (1551—1552)
          - Константин (?—26.3.1554), вбитий у Стамбулі.
          - Янку V (?—28.9.1582), воєвода Молдавський (XI.1579-IX.1582), обезголовлений. m. Марія Палеолог
            - Богдан Сасул (?—1596—?)
            - Крісотіна (?—?) m. Антоній Катакал (Antonios Katakalos)

          - Ана (?—1542/1546); m (1531): Влад, воєвода Валаський (?—18.9.1532)
          - Марія (?—1614/1616); 1m: Ісаак Баліка; 2m: Іоан Мовіла Худештський 
            - Єремія Могила (?—VI.1606), воєвода Молдавський (1595—1600, 1600—1606) m. (1588) Єлизавета  Elzbieta Csomortany de Losoncz (?—1617)
              - Богдан V (?—?), воєвода Молдавський
              - Константин I (?—?), Vвоєвода Молдавський
              - Михаїл (?—?), воєвода Молдавський
              - Анна (?—?); m. (1658/1661) Станіслав Потоцький (1579—1667)
              - Марія (?—10.12.1638) m.1606 Стефан Потоцький (?—5.3.1631)

            - Симеон (?—?), воєвода Молдавський (1600—1601, 1601—1602, 1606—1607)

          - Княжна (?—?); m. (VI.1546) Мірча III, воєвода Валаський (?—21.9.1559)
          - Руксандра (?—1570) m.(1552) Александру IV, воєвода Молдавський (?—1568)

        - Ілінку (Олена) (?—18.1.1505); m. (12.1.1483) Іван Тверський, великий князь (15.2.1458—7.3.1490)
        - Ана (? — після 1499)
        - Марія (?—1518)